# Corynocarpus
Corynocarpus J.R.Forst. & G.Forst. è un genere di piante angiosperme dell'ordine Cucurbitales, unico genere della famiglia Corynocarpaceae Engl..

## Distribuzione e habitat
L'areale del genere comprende la Nuova Guinea, l'Australia orientale (Nuovo Galles del Sud, Queensland), la Nuova Zelanda e diverse isole del Pacifico sud-occidentale (isole Chatham, isole Kermadec, Nuova Caledonia e Vanuatu).

## Tassonomia
Il genere comprende le seguenti specie:
- Corynocarpus cribbianus (F.M.Bailey) L.S.Sm.
- Corynocarpus dissimilis Hemsl.
- Corynocarpus laevigatus J.R.Forst. & G.Forst.
- Corynocarpus rupestris Guymer
- Corynocarpus similis Hemsl.